# Sous-préfecture de Butantã
 (septembre 2022).
La mise en forme du texte ne suit pas les recommandations de Wikipédia : il faut le « wikifier ».
Les points d'amélioration suivants sont les cas les plus fréquents. Le détail des points à revoir est peut-être précisé sur la page de discussion.
- Les titres sont pré-formatés par le logiciel. Ils ne sont ni en capitales, ni en gras.
- Le texte ne doit pas être écrit en capitales (les noms de famille non plus), ni en gras, ni en italique, ni en « petit »…
- Le gras n'est utilisé que pour surligner le titre de l'article dans l'introduction, une seule fois.
- L'italique est rarement utilisé : mots en langue étrangère, titres d'œuvres, noms de bateaux, etc.
- Les citations ne sont pas en italique mais en corps de texte normal. Elles sont entourées par des guillemets français : « et ».
- Les listes à puces sont à éviter, des paragraphes rédigés étant largement préférés. Les tableaux sont à réserver à la présentation de données structurées (résultats, etc.).
- Les appels de note de bas de page (petits chiffres en exposant, introduits par l'outil «  Source ») sont à placer entre la fin de phrase et le point final[comme ça].
- Les liens internes (vers d'autres articles de Wikipédia) sont à choisir avec parcimonie. Créez des liens vers des articles approfondissant le sujet. Les termes génériques sans rapport avec le sujet sont à éviter, ainsi que les répétitions de liens vers un même terme.
- Les liens externes sont à placer uniquement dans une section « Liens externes », à la fin de l'article. Ces liens sont à choisir avec parcimonie suivant les règles définies. Si un lien sert de source à l'article, son insertion dans le texte est à faire par les notes de bas de page.
- La présentation des références doit suivre les conventions bibliographiques. Il est recommandé d'utiliser les modèles {{Ouvrage}}, {{Chapitre}}, {{Article}}, {{Lien web}} et/ou {{Bibliographie}}. Le mode d'édition visuel peut mettre en forme automatiquement les références.
- Insérer une infobox (cadre d'informations à droite) n'est pas obligatoire pour parachever la mise en page.

Pour une aide détaillée, merci de consulter Aide:Wikification.
Si vous pensez que ces points ont été résolus, vous pouvez retirer ce bandeau et améliorer la mise en forme d'un autre article.

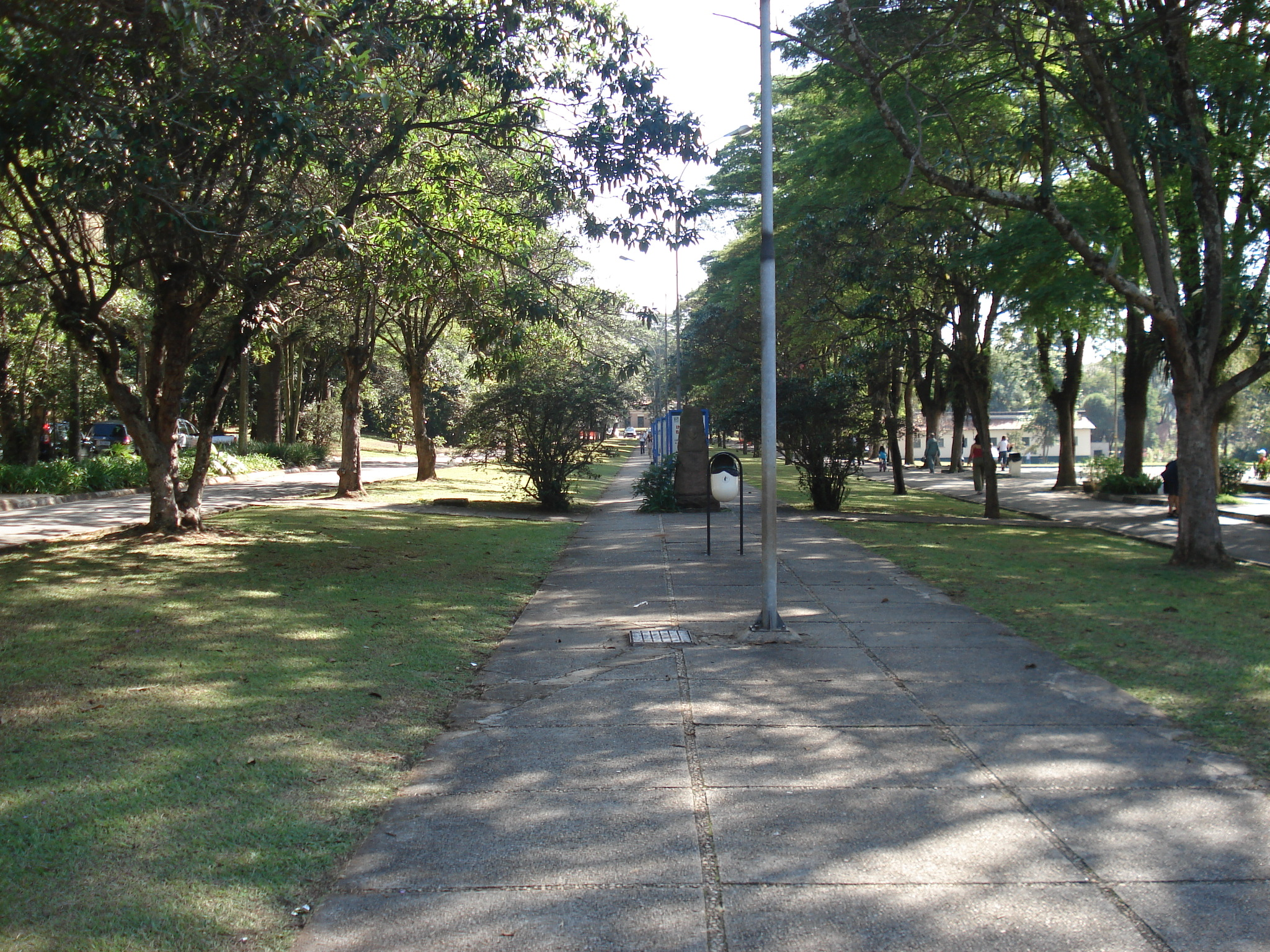
Institut Butantã de São Paulo, SP.

La sous-préfecture de Butantã est l'une des 32 sous-préfectures de la municipalité de São Paulo. Elle est composée de cinq districts : Butantã, Morumbi, Vila Sônia, Raposo Tavares et Rio Pequeno, qui représentent ensemble une superficie de 56,1 km² qui correspond à 3,75% de la superficie de la commune de São Paulo, habité par un peu plus de 428 000 personnes. Avec sa densité de population de 7 633 habitants/km². Cet arrondissement est régi par la loi n° 13 999 du 1er août 2002.
Les activités de la sous-préfecture de Butantã ont commencé le 28 février 1973, avec Wallace Fiori Vila comme maire. Actuellement, la sous-préfecture de Butantã a comme adjoint au maire Joseane Possidonio, diplômée en génie civil, en plus d'être technicienne en comptabilité. Il a dans son cursus près de 10 ans d'expérience de travail dans des organismes publics dans des mairies de villes de l'intérieur, ainsi que dans la ville de São Paulo. En 2021, elle a assumé le poste de coordinatrice des projets et travaux de la sous-préfecture de Butantã, où elle assume actuellement le poste de sous-préfet de Butantã.

## District de Butantã
Superficie : 12,50 km²
Population : 54 196 (2010)
Densité démographique (Hab/km²) : 4 336
Principaux quartiers : Cidade Universitária, City Butantã, Jardim Bonfiglioli, Jardim Peri Peri, Caxingui et Vila Gomes.
Voies d'accès principales : Av. Engenheiro Heitor Antônio Eiras Garcia, Av. Eliseu de Almeida, Av. Vital Brasil, Av. Corifeu de Azevedo Marques et Avenue Francisco Morato.
Le district de Butantã est le siège de l'Université de São Paulo, desservi par la ligne 4 (Jaune) du métro de São Paulo (station Butantã) inaugurée le 28 mars 2011.

## District de Morumbi
Superficie : 11,40 km²
Population : 46 957 (2010)
Densité démographique (Hab/km²) : 4 119
Principaux quartiers : Cidade Jardim, Fazenda Morumbi, Jardim Guedala, Jardim Leonor, Jardim Panorama, Jardim Sílvia, Morumbi, Paineiras do Morumbi, Real Parque, Vila Progredior.
Dans le district de Morumbi on trouve l'Hôpital Israélite Albert Einstein, le Palais des Bandeirantes qui est le siège du Gouvernement de l'État de São Paulo, le Stade Cícero-Pompeu-de-Toledo (Stade de Morumbi) et le quartier est desservi près de la gare de São Paulo Morumbi sur la ligne 4 du métro (ligne Jaune), ouverte en 2018.

## District de Vila Sônia
Superficie : 9,90 km²
Population : 108 441 (2010)
Densité démographique (Hab/km²) : 10 954
Principaux quartiers : Conjunto Residencial Morumbi, Ferreira, Jardim Celeste, Jardim das Vertentes, Jardim Jaqueline, Jardim Jussara, Jardim Leonor, Jardim Monte Kemel, Jardim Peri Peri, Jardim Rosemary, Jardim Sabiá, L'Habitare, Super Quadra Morumbi, Vila Brasilina, Vila Campo Belo, Vila Inah, Via Sonia, Vila Suzana.
Curiosité : La région appartenait au docteur Antonio Bueno et Joaquim Manuel da Fonseca. C'était une grande ferme. L'une des filles de Bueno s'appelait Sônia, ce qui a donné son nom au quartier.

## District de Raposo Tavares
Superficie : 12,60 km²
Population : 100 164 (2010)
Densité démographique (Hab/km²) : 7 950
Principaux quartiers : Cohab Raposo Tavares, Cohab Educandário, Jardim Amaralina, Jardim Arpoador, Jardim Dracena, Jardim João XXIII, Jardim Maria Augusta, Jardim Monte Belo, Jardim Raposo Tavares, Jardim São Jorge, Parque Ipê, Raposo Tavares, Vila Borges, Vila Maria Augusta.
Dans le quartier Raposo Tavares, nous trouvons le parc Raposo Tavares avec 195 000 m². Ce parc a été installé dans une ancienne décharge sanitaire.

## District de Rio Pequeno
Superficie : 9,70 km²
Population : 118 459
Densité démographique (Hab/km²) : 12 212
Principaux quartiers : Cidade São Francisco, Jardim Adalgisa, Jardim Califórnia, Jardim Centenário, Jardim D'Abril, Jardim Dinorah, Jardim Esmeralda, Jardim Esther, Jardim Julieta, Jardim Odele, Jardim Rio Pequeno, Parque dos Príncipes, Rio Pequeno, Vila Butantã, Vila Esther, Vila São Domingos, Vila São Francisco, Vila São Luis, Vila Tiradentes, Vila Universitária.